# Cubzac-les-Ponts
 Cubzac-les-Ponts  es una población y comuna francesa, situada en la región de Aquitania, departamento de Gironda, en el distrito de Burdeos y cantón de Saint-André-de-Cubzac.

## Demografía
| 884 | 987 | 1115 | 1398 | 1701 | 1788 |
| Para los censos de 1962 a 1999 la población legal corresponde a la población sin duplicidades (Fuente: INSEE [Consultar]) |     |      |      |      |      |